# So in Love
"So in Love" – utwór angielskiego zespołu synthpopowego OMD, wydany na szóstej studyjnej płycie Crush. 13 maja 1985 został wydany jako pierwszy singiel z tejże płyty. Twórcą tekstu jest Stephen Hauge.

## Pozycje na listach
| Lista (1985)                           | Najwyższa pozycja |
| -------------------------------------- | ----------------- |
| UK Singles Chart                       | 27                |
| Dutch Top 40                           | 7                 |
| German Singles Chart                   | 18                |
| GfK Dutch Charts                       | 12                |
| Irish Singles Chart                    | 13                |
| US Billboard Hot 100                   | 26                |
| US Billboard Hot Dance Music/Club Play | 16                |